# Esmendes I

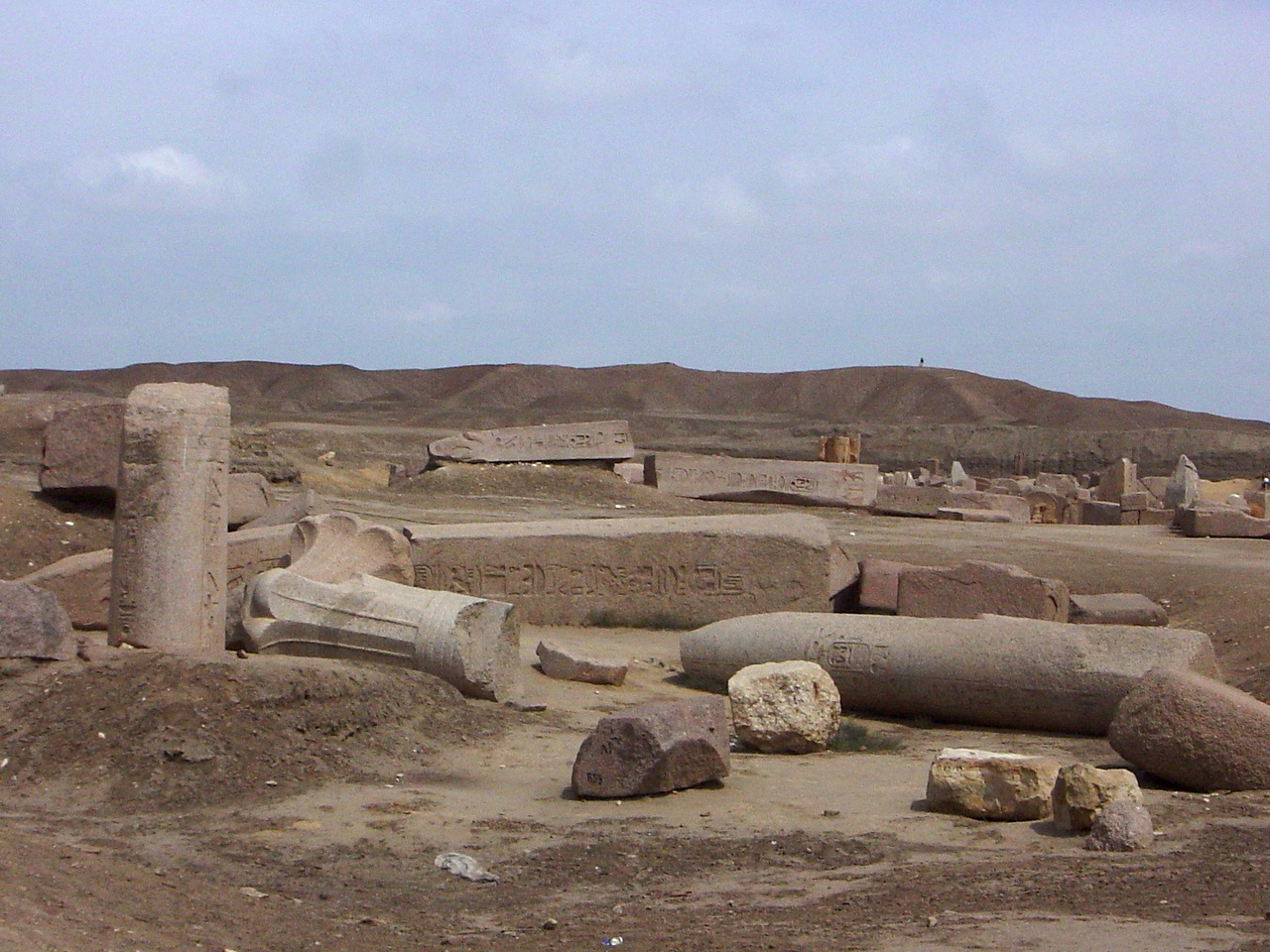
ruïnes de Tanis, la capital d'Esmendes

Esmendes I   (segle XII aC - c. 1052 aC) (en grec Smendes I, d'origen incert), nom egipci Nesbanebdjed I (que vol dir "El de l'anyell senyor de Mendes"), nom de tron Hedjkheperre Setepenre/Setepenamun (que vol dir "Llum és la manifestació de Ra, Escollit de Ra/Amon", nom que després també van portar diversos faraons), fou el primer faraó de la dinastia XXI d'Egipte. Sota Ramsès XI es va produir la descomposició del país, amb la disminució de les collites al delta, la misèria, el pillatge de tombes reials i la ruïna de la ciutat de Pi-Ramsès; al mateix temps augmentava la influència dels sacerdots d'Amon. El general Herihor va usurpar de fet el poder a l'alt Egipte com a gran sacerdot d'Amon i a la mort de Ramsès XI el seu gendre va agafar el títol de faraó i es va establir a Tanis. Més tard Piankhi va succeir a Herihor, deixant al seu fill Pinedjem I el càrrec de gran sacerdot i general en cap de l'exèrcit de l'Alt Egipte i Núbia. Pinedjem va acabar prenent el títol reial i a partir del 16è any va regnar conjuntament amb Smendes.

## Biografia
Nesibanebdjedet o Smendes era potser fill d'una dona anomenada Hrere. Hrere era l'esposa principal d'Amon-Ra o sigui probablement l'esposa del gran sacerdot d'Amon. Si Hrere fou la mare de Nesibanebdjedet, llavors aquest fou germà de Nodjmet i a través d'ella, cunyat dels grans sacerdots Herihor i Piankhi. Nesibanebdjedet (Smendes) es va casar amb Tentamon II, probablement una filla de Ramsès IX i, per tant, fou gendre d'aquest. Smedes i Tentamon II haurien estat els pares del seu successor Amenemnisu. El faraó hauria tingut una altra esposa, Henuittaui I, una altra filla de Ramsès XI, però una part dels erudits la consideren no esposa, sinó filla.
Smendes destaca en l'informe de Wenamun, datat l'any 5 de la Renaixença o era Whm Mswt (l'any 23 de Ramsès XI), on se l'esmenta com una persona important. Wenamun diu que va visitar Tanis i personalment va presentar les cartes d'acreditació a Smendes per rebre el permís d'aquest per anar al nord, al modern Líban per obtenir fusta de cedre per utilitzar als grans temples d'Amon a Tebes. Smendes va donar un vaixell a Wenamun pel seu viatge.
La seva nominal autoritat sobre l'Alt Egipte està testimoniada en una sola estela trobada a una pedrera a Ed-Dibabiya, a l'altre costat de Gebelein, a la riba dreta del Nil, així com en una inscripció de tipus grafiti en una muralla del temple de Monthu a Karnak datada del regne de Tutmosis III. L'estela de pedra descriu com Smendes "mentre residia a Memfis, va sentir del perill d'inundacions dels temple de Luxor i va donar ordes de fer reparacions i va rebre notícies de l'èxit de la tasca.
Smendes té assignat per Manetó un regnat de 26 anys; també diu que fou el marit de Tentamun; aquestos anys estan recolzats per l'any 25 esmentat a una estela en la que es diu que el gran sacerdot Menkheperre va suprimir una revolta local a Tebes l'any 25 del regnat, que no pot ser altre que el regnat Smendes, ja que els grans sacerdots no comptaven els seus propis anys de regnat ni quan van assolir el títol reial (Pinedjem I); Menkheperre va exiliar als caps de la revolta als oasis occidentals; anys després foren perdonats en el regnat del successor d'Esmendes, Amenemnisu. Smendes governava doncs sobre un Egipte dividit i només tenia el control efectiu del Baix Egipte mentre els grans sacerdots d'Amon dominaven la resta.
Va morir vers el 1051 aC i fou enterrat a Tanis. El va succeir Neferkare Amenemnisu que se suposa que era el seu fill.